# کنوانسیون ایمنی هسته‌ای
کنوانسیون ایمنی هسته‌ای در ۱۷ ژوئن ۱۹۹۴ (میلادی) در نشست آژانس بین‌المللی انرژی اتمی در وین به تصویب رسید و در ۲۴ اکتبر ۱۹۹۶ (میلادی) لازم‌الاجرا شد. تاکنون ۷۶ کشور از جمله اعضای دائم شورای امنیت سازمان ملل متحد عضو آن شده و ۶۵ کشور نیز آن را امضا نموده‌اند. کشورهایی مانند مصر، الجزایر، مراکش، سوریه، کوبا و اسرائیل از جمله کشورهایی هستند که این کنوانسیون را امضا کرده‌اند.
تعهدات اعضا در این کنوانسیون تا اندازه زیادی بر اساس اصول مندرج در سند اصول ایمنی آژانس تعیین شده است. تعهدات از جمله مکان، طراحی، ساخت، عملیات ارزیابی و راستی آزمایی ایمنی، تضمینات کیفی و آمادگی در برابر وضعیت‌های اضطراری هستند. گفته می‌شود کنوانسیون در حکم یک مشوق است و برای اطمینان از اجرای تعهدات اعضا از طریق کنترل و تصویب نیست. بلکه مبتنی بر سود مشترک کشورها برای دستیابی به ایمنی هسته‌ای بیشتر است که از طریق دیدارهای منظم اعضا افزایش می‌یابد. کنوانسیون اعضا را ملزم به ارائه گزارش اجرای تعهداتشان برای بررسی هم سطح در دیدارهای اعضا در آژانس می‌کند. این ساز و کار، نوآوری اصلی کنوانسیون انگاشته می‌شود.